# Juri Mitew
Juri Iwanow Mitew (* 6. Februar 1958 in Stambolowo; † 11. August 2022) war ein bulgarischer Biathlet.

## Karriere
Juri Mitew nahm gemeinsam mit Wladimir Welitschkow als erster bulgarischer Biathlet 1980 an Olympischen Spielen teil. Bei den Olympischen Winterspielen 1984 in Sarajevo gingen beide Athleten erneut an den Start. Darüber hinaus nahm Mitew auch an zwei Weltmeisterschaften (1982 und 1986) teil. In der Weltcup-Saison 1981/82 belegte Mitew den 24. Platz in der Gesamtwertung.
Nach seiner aktiven Zeit wurde er Nationaltrainer Bulgariens, zunächst bei den Männern und später bei den Frauen.